# 离子芥
离子芥（学名：Chorispora tenella）为十字花科离子芥属下的一个种。

## 扩展阅读
- 維基物種上的相關：离子芥